# Ankazomiriotra
Ankazomiriotra est une commune rurale malgache, située dans la partie centre-ouest de la région de Vakinankaratra.

## Géographie
Ankazomiriotra est une commune rurale située aux bords de la RN34 à 159 kilomètres à l'ouest d'Antsirabe. Elle est le point de départ d'une piste secondaire de 17 kilomètres la reliant au village de Marogoaika (1000 habitants), lui-même relié au village d'Ambohipeno (800 habitants) par une piste de 4 kilomètres impraticable pour n'importe quel véhicule.

## Économie
Comme la plupart des communes rurales, Ankazomiriotra possède un marché à ciel ouvert ainsi que plusieurs cantines. La ville comprend aussi un poste de gendarmerie nationale de même qu'une ancienne station radio issue de la colonisation.